# 斉藤一美のとんカツワイド
『斉藤一美のとんカツワイド』（さいとうかずみのとんカツワイド）は1993年4月から1997年3月まで、文化放送で放送したラジオ番組。

## 概要
パーソナリティは文化放送アナウンサーの斉藤一美。『サスケの夜はこんびんば!』の後番組にあたる。放送時間は月曜 - 木曜 21:40 - 24:00。
番組タイトルの由来は斉藤が当時、精力を付けるために豚カツをよく食べていたことから。斉藤の親しみやすいハイテンションなキャラクターとリスナーからのネタ投稿で当時の中高生から人気を得た。番組1年目より、斉藤がリスナー発案による独特の髪型を取り入れたことが日本経済新聞の夕刊、写真週刊誌『FLASH』の記事に取り上げられた。
文化放送の若者向け夜ワイド番組は『新てるてるワイド 吉田照美のふッかいあな』終了後、複数の番組が裏番組に攻勢を掛けるが聴取率は低迷。番組が短命に終わる状態が続いた。1995年6月の聴取率調査で当番組は平日夜時間帯の聴取率トップを獲得。裏番組の『恋する電リクBINGO BONGO』（TBSラジオ）『キャイ〜ン天野ひろゆきのMEGAうま!ラジオバーガー!!』（ニッポン放送）『赤坂泰彦のミリオンナイツ』（TOKYO FM）に勝利した。
オープニングは梅宮辰夫『ダイナマイトロック』の前奏に歌詞（番組タイトルと放送局名）を付けた女声のジングルを流していた。
ゲストは第1回の放送に同時間帯の大先輩である局OBの吉田照美が出演。てるてるワイド時代のエピソードを披露した。その他はスーパーモンキーズ時代の安室奈美恵やMAXが頻繁に登場した。知念里奈やD&Dもレギュラーコーナーを持っていたこともあり、当時のライジングプロダクション所属タレントとも縁が深い。
末期の木曜日は第二次声優ブームを迎え、文化放送がアニラジに力を入れる様になり、声優のゲスト出演が増えた。林原めぐみ、冨永みーな、藤崎詩織名義で金月真美などが出演。國府田マリ子がゲスト出演した回はお悩み相談企画「教えて! コーダマン」（テーマ曲は『地獄のズバット』）を放送した。嵐の櫻井翔はジャニーズJr.時代にレギュラーコーナーを担当した。

## 主なコーナー
- スーパーチャレンジ パンチDEクイズ

見知らぬ男女のペア同士で対戦するイントロクイズ。ペアの組み合わせは番組が決める。ルールは負け残り制で、5日連続で負けるとパンチパーマになる。
クイズに勝つとペアのそれぞれに賞金1万円とインスタントラーメン（エースコック「スーパーカップ1.5」の詰め合わせ3個）を贈呈。この時点で勝ち抜きとなるが長く出演したいがために負け残り制を悪用して、わざと負けるリスナーがいた。そのため、初日に勝てば賞品が追加されるというルールが設けられた。
- とんカツ人生相談

リスナーの悩み相談に斉藤が回答する人生相談コーナー。
- とんカツ リクエスト

リスナーから寄せられたリクエスト曲を掛けるコーナー。放送当時より少し前の曲や洋楽などが流れ、当時のヒット曲は掛けなかった。
- 一美アクション

斉藤がバカバカしいことに挑戦する突撃リポートを行う日替わり企画。人気企画の「妄想生き地獄」「大魔王の法則」はこのコーナーから誕生した。
- 一美にチェックインプリーズ

斉藤と週替わりゲストのアーティストが対談する。24時30分まで放送の頃のタイトルは「24時にチェックインプリーズ」。
- とんカツ プロジェクト
- 一美ポスト
- ヒッツ&カマー 今夜のベスト10
- TRMのはぐれ刑事中曽根派

斉藤と番組スタッフが架空のパーソナリティとして、不条理なネタを繰り出す。

## コーナー番組
- KinKi Kids どんなもんヤ!→DOMOTOのどんなもんヤ!（1994年10月10日 - ）
- 観月ありさ 全国RADIO
- 裕木奈江のシチュータイム
- STOP THE SMAP
- 瀬能あづさ マイブライト・ナイト（1994年3月まで）
- 雛形あきこ 今夜もHINA用心
- accessにアクセス
- 水野美紀 ふたりのアトリエ
- 高橋由美子 サークルD

## 番組本
- 大魔王の法則（ソニー・マガジンズ、ISBN 4-7897-0898-5、1994年）